# Abaré
Abaré – miasto i gmina w Brazylii, w stanie Bahia. Znajduje się w mezoregionie Vale São-Franciscano da Bahia i mikroregionie Paulo Afonso.